# Agrim Rugova
Agrim Rugova pseud. Presioni (ur. 11 czerwca 1979 w Prisztinie) – albańsko-amerykański wokalista i muzyk hip-hopowy, pochodzący z Kosowa.

## Życiorys
Był jednym z pionierów albańskiej wersji gangsta rapu, określanego pojęciem Gangster Shqip Rap.
Pierwsze utwory poświęcił trudnej sytuacji Albańczyków w Kosowie, do tego też nawiązywał przyjęty przez niego pseudonim Presioni (Ciśnienie).
W latach 1994–1996 nagrał swój pierwszy utwór Eceni ju te lire i zaczął występować w klubach muzycznych Prisztiny. W 1999 wyjechał do USA. Zamieszkał w nowojorskiej dzielnicy Bronx, gdzie działa liczna mniejszość albańska. W 2001 ponownie zaczął nagrywać w studio i współpracował z grupą The Bloody Alboz (Alboz). W 2007 zerwał współpracę z grupą.

## Dyskografia
- 2001: E Premte (Piątek)
- 2005: UniKKatil Prezenton the Bloody Alboz
- 2006: Armiqt Suprem (Największy wróg)
- 2007: Me meze e Raki